# Peter Plaisier
Peter Plaisier (Alblasserdam, 23 mei 1967) is een Nederlands voormalig radio-dj.

## Loopbaan
Hij werkte lange tijd voor de NCRV en verwierf vooral bekendheid met het programma De Magic Friends, dat hij samen met Sjors Fröhlich midden jaren negentig presenteerde op Radio 3FM. Nadien werkte Plaisier nog enkele jaren voor de TROS op Radio 3FM, waar hij van 5 juni 1999 tot en met 4 oktober 2003 op de zaterdagochtend tussen 6:00 en 9:00 uur het programma de Havermoutshow presenteerde.
In 1989 presenteerde Plaisier ook enige tijd een televisieprogramma, Puzzelfavoriet. In 1990 en 1991 werd dit Puzzelkampioen. Vanaf zaterdag 4 januari 1992 tot eind september 1992 presenteerde hij van zaterdag tot en met maandag voor AKN Station 3 van 8:00 - 10:00 uur het radioprogramma Popsjop van de NCRV op Radio 3. Na zijn laatste radio uitzendingen voor de TROS op Radio 3FM op zaterdag 4 oktober 2003, stopte Plaisier definitief als radio dj, om zich volledig te richten op zijn bedrijf F&P Media.